# Óscar Romero (futebolista)
Óscar David Romero Villamayor (Fernando de la Mora, 4 de julho de 1992) é um futebolista paraguaio que atua como meio-campista. Atualmente joga no Internacional.

## Carreira

### Cerro Porteño
Estreou em 2011 no Cerro Porteño, ainda muito jovem, mas chamava bastante atenção por ter uma perna esquerda extremamente habilidosa. Em 2013 quase foi emprestado por um ano ao time Baniyas. No mesmo ano ele e seu irmão chamaram a atenção do Real Madrid. Pelo Cerro, Óscar conquistou o Campeonato Paraguaio em 2012 (Apertura) e 2013 (Clausura), sendo que este último foi de maneira invicta.

### Racing
Em fevereiro de 2015, foi contratado pelo Racing Club. Ganhou destaque no clube argentino.

### Shanghai Shenhua e Deportivo Alavés
Após boas exibições no Campeonato Argentino, três anos depois, em 2017 foi contratado pelo Shanghai Shenhua. Ainda no mesmo ano, foi emprestado para o modesto Deportivo Alavés até janeiro de 2018.
No início de 2018, após disputar 20 jogos oficiais, sem ter marcado nenhum gol, e com uma passagem relativamente apagada, seu contrato de empréstimo se encerrou. Optou então por retornar ao futebol chinês para cumprir contrato e atuar ao lado da nova contratação de seu time, o atacante argentino Carlos Tévez.[carece de fontes?]

### San Lorenzo
Em 2019, após diversas tentativas de tentar jogar em alguma liga mais competitiva, rescindiu seu contrato com o Shanghai Shenhua para atuar ao lado de seu irmão gêmeo, Ángel Romero, na equipe do San Lorenzo onde assinou contrato até junho de 2022. Essa foi a segunda vez que os irmãos atuaram juntos, após jogarem nas categorias de base e se profissionalizarem pelo Cerro Porteño, do Paraguai.

### Boca Juniors
Em 18 de fevereiro de 2022, foi anunciado pelo Boca Juniors, assinando um contrato de um ano. Em 27 de julho de 2023, rescindiu seu contrato com o clube argentino.

### Pendikspor
Em 9 de agosto de 2023, assinou com o Pendikspor, da Turquia. No dia 2 de fevereiro de 2024 deixou o clube, tendo disputado 12 partidas e marcado 4 gols.

### Botafogo
Em 18 de março de 2024, foi anunciado pelo Botafogo com contrato até o final da temporada. O jogador recebeu a camisa 70 para atuar pelo clube. Em 2 de abril, o paraguaio foi relacionado pela primeira vez, para a partida contra o Junior Barranquilla pela Libertadores. O paraguaio estreou contra os colombianos no Nilton Santos. Romero entrou aos 39 minutos da etapa final, na vaga de Marlon Freitas.
No dia 13 de maio de 2024, após um ato de indisciplina, Óscar Romero foi cortado da viagem do Botafogo para o Peru, onde o time enfrentaria o Universitario pela quinta rodada do Grupo D da fase de grupos da Libertadores. Segundo a imprensa especializada, o meia levou, junto ao companheiro de clube Diego Hernández, mulheres para a concentração após a partida contra o Fortaleza.
No dia seguinte, o paraguaio se manifestou, disse acatar a punição do Botafogo, mas negou que tenha levado mulheres para o hotel da equipe. Em 1º de junho, pela primeira vez na carreira, Óscar enfrentou seu irmão gêmeo, Ángel Romero, na vitória do Botafogo por 1 a 0 sobre o Corinthians pelo Campeonato Brasileiro de Futebol. Em 2024, Romero teve mais oportunidades, embora fosse quase sempre reserva, mas chegou a ser afastado por indisciplina. Na reta final da temporada, foi pouquíssimo utilizado. Romero contribuiu com cinco assistências em 27 jogos (sete como titular), mas somente um gol marcado.

### Internacional
Em 28 de fevereiro de 2025, foi anunciado pelo Internacional até o final da temporada.

## Seleção paraguaia
Em 2 de junho de 2015, foi convocado para a Copa América 2015. Em 9 de maio de 2016, foi convocado para a Copa América 2016. Em 13 de maio de 2019, foi convocado para a Copa América 2019. Em 10 de junho de 2021, foi convocado para a Copa América 2021.

## Vida pessoal
É irmão gêmeo do também futebolista Ángel Romero, que atua como atacante. Em 2025, juntamente com seu irmão, comprou o Club Sport Colombia, da terceira divisão do Paraguai.

## Títulos
Cerro Porteño
- Campeonato Paraguaio: 2012 (Apertura) e 2013 (Clausura)

Shanghai Shenhua
- Chinese FA Cup: 2019

Boca Juniors
- Copa da Liga Profissional: 2022
- Campeonato Argentino: 2022
- Supercopa Argentina: 2022

Botafogo
- Copa Libertadores da América: 2024
- Campeonato Brasileiro: 2024